# Colgan Air
Pour les articles homonymes, voir Colgan.
Colgan Air était une compagnie aérienne régionale américaine, filiale de Pinnacle Airlines et basée à Manassas (Virginie). Sa plate-forme de correspondance principale est l'aéroport La Guardia à New York et l'aéroport George-Bush à Houston. Fondée en 1965 par Charles J. Colgan, elle a cessé ses activités le 5 septembre 2012.

## Histoire

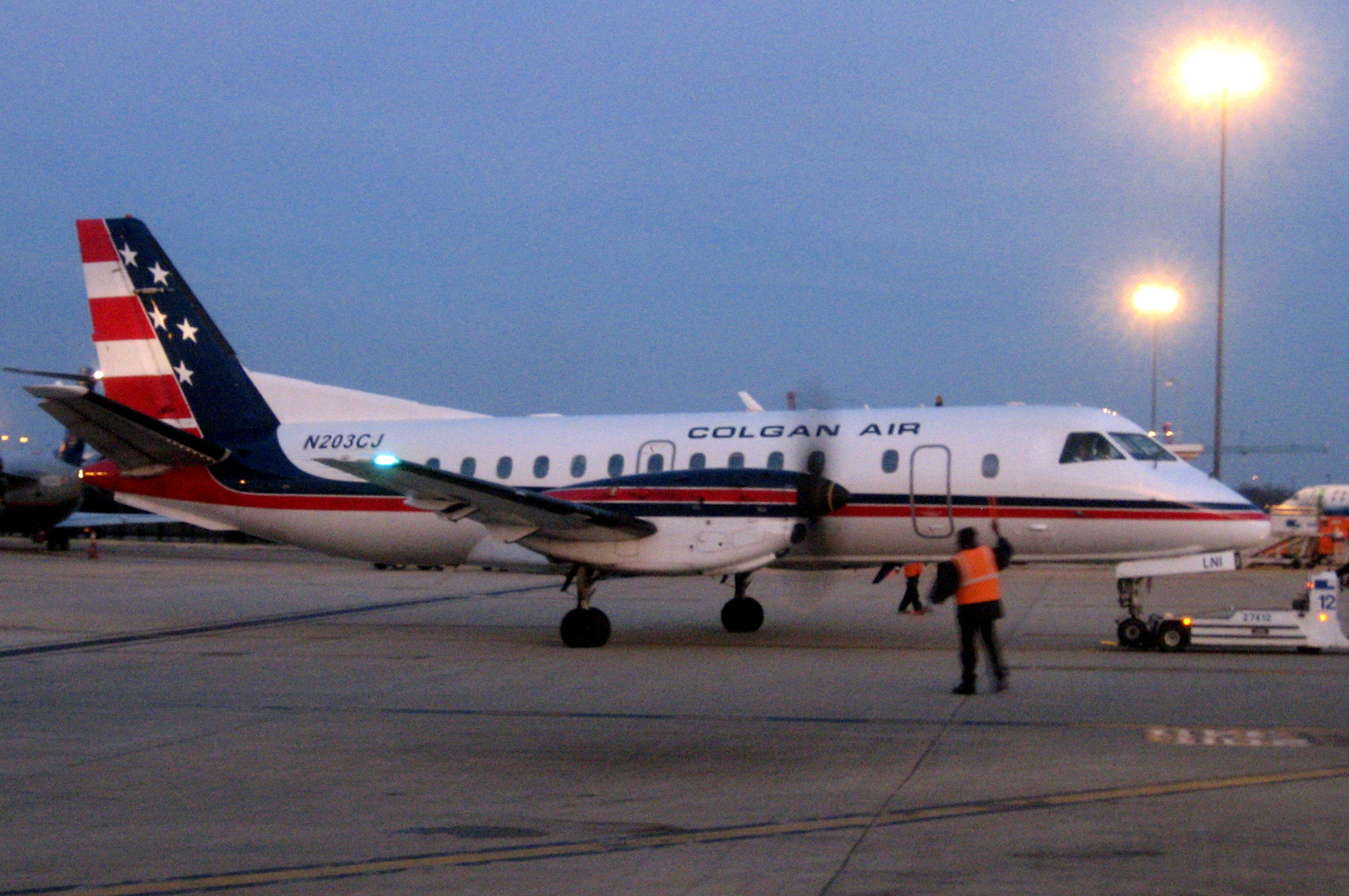
Saab 340B de Colgan Air en 2006

## Flotte
Au moment de sa fermeture, Colgan Air exploitait les appareils suivants:

## Accident
- Vol Colgan Air 9446 : crash d'un Beechcraft 1900D opéré par Colgan Air, pour le compte d'US Airways Express, le 26 août 2003, qui s'écrase en mer peu après avoir décollé de l'aéroport régional de Barnstable (en). Les deux pilotes, les seules personnes présentes à bord, périssent dans l'accident.
- Vol Colgan Air 3407 : crash d'un Bombardier Dash 8 Q400 opéré par Colgan Air, pour le compte de Continental Express, le 13 février 2009, sur une maison au nord-est de la banlieue de Buffalo, à environ 9 km de la piste de l'aéroport de destination de Buffalo-Niagara. L'accident a fait 50 morts, les 49 personnes à bord et une personne au sol.